# 410912 Lisakaroline
410912 Lisakaroline este o planetă minoră (asteroid) din centura de asteroizi. A fost descoperită pe 26 septembrie 2009 la  de Hannes Bachleitner⁠(d). 
Obiectul prezintă o orbită caracterizată de o semiaxă mare de 2,980811824199 UAi, o excentricitate de 0,28, o înclinație de 0,8 ° în raport cu ecliptica.